# Anopheles stephensi
Espèce
Statut de conservation UICN

 LC  : Préoccupation mineure
Anopheles stephensi est une espèce d'insectes diptères de la famille des Culicidae (moustiques).
Ce moustique est le vecteur principal du paludisme en milieu urbain en Inde. C'est une espèce des régions subtropicales, répandue dans le sous-continent indien et au Moyen-Orient, qui est rattachée au même sous-genre qu'Anopheles gambiae, qui est le vecteur principal du paludisme en Afrique.